# Trzy po trzy – Numery z kwatery
Trzy po trzy − Numery z kwatery – polski serial z gatunku sketch comedy, emitowany w niedziele o godz. 22.50 na antenie TVN od 9 września do 9 grudnia 2007, oparty na niemieckim formacie Die Dreisten Drei emitowanego na kanale Sat.1.

## Charakterystyka serialu
Każdy jego odcinek składał się z kilkunastu krótkich skeczy. Wszystkie luźno powiązane ze sobą scenki odgrywane były przez tych samych aktorów, wcielających się w różne postacie. Jednym z powracających motywów było wspólne życie w jednym mieszkaniu (tytułowej kwaterze) trójki lokatorów. Przedstawiony humor sytuacyjny obejmował szerokie spektrum − od sprośnego dowcipu po czarny humor. 
Serial oglądany był przez ponad 2 miliony widzów, czemu TVN zanotował najwyższy wynik oglądalności w paśmie wieczornym.
Poszczególne skecze są zbliżone do wersji niemieckiej oraz dostosowane do polskich realiów. Zadbano także o fizyczne podobieństwo głównych aktorów w obu wersjach.